# Movimiento settlement
El movimiento settlement fue un movimiento de reforma social que inició a comienzos de 1880, alcanzando su punto álgido en torno a los años 20 en el Reino Unido y Estados Unidos. Su objetivo era el de disminuir la brecha social entre ricos y pobres. Se focalizó en el establecimiento de las llamadas settlement houses (casas de asentamiento), en áreas urbanas pobres, en las que vivirían y trabajarían voluntarios de clase media para compartir conocimientos y cultura con los vecinos de dichas áreas para así tratar de reducir la pobreza en zonas de bajos ingresos.
Las casas de asentamiento ofrecían servicios tales como guardería, educación (clases de inglés) y asistencia sanitaria, para mejorar la calidad de vida de las personas con bajos ingresos.
La casa de asentamiento más famosa de la época fue la Hull House, fundada por Jane Addams y Ellen Gates Starr.

## Historia

### Reino Unido

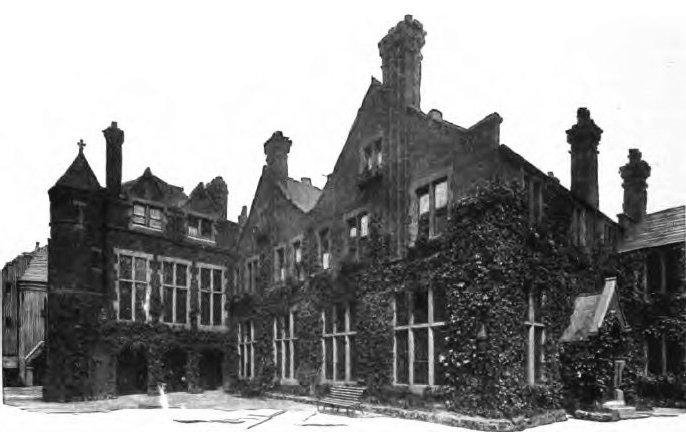
Casa de asentamiento de Toynbee Hall, fundada en 1884, fotografiada aquí en 1902.

El movimiento se originó en 1884 con la constitución del Toynbee Hall en Whitechapel, en el este de Londres. Estas casas, radicalmente distintas de los ejemplos posteriores en Estados Unidos, ofrecían a menudo comida, alojamiento y educación básica y superior, proporcionada a costa de las aportaciones que realizaban donantes adinerados, los residentes de la ciudad y (en el caso de la educación) académicos que impartían las clases voluntariamente.
La Gran Bretaña victoriana, cada vez más preocupada por la pobreza, dio lugar a un movimiento por el que las personas vinculadas a las universidades instalaban a estudiantes en barrios marginales para que vivieran y trabajaran junto a la población local. Gracias a sus esfuerzos se crearon casas de acogida para la educación, el ahorro, los deportes y las artes. Estas instituciones eran a menudo elogiadas por representantes religiosos preocupados por la vida de los pobres, y criticadas como normativas o moralistas por movimientos sociales radicales.[cita requerida]
Había ciertos puntos básicos en común dentro del movimiento. Estas instituciones se preocupaban más por cuestiones sociales relativas a la pobreza, y especialmente por los cambios que trajo consigo la industrialización, frente a las causas personales a las que sus antecesores achacaban la existencia de la pobreza. El Movimiento Settlement creía que la mejor manera de conseguir la reforma social era a través de organizaciones benéficas que la impulsaran. El movimiento se orientaba hacia un enfoque más colectivo, y se veía como una respuesta al reto socialista que contraponía la economía política británica y la filantropía.
La Asociación Británica de Asentamientos y Centros de Acción social es una red de tales organizaciones. Otros ejemplos son por ejemplo Browning Hall, que se creó en Walworth en 1895 por Francis Herbert Stead, y el Asentamiento de Mansfield House, también en el este de Londres. La Oxford House en Bethnal Green fue patrocinada por la Iglesia Alta, anglicanos asociados con la Universidad de Oxford. En Edimburgo, el New College Settlement se fundó en 1893, seguido del Edinburgh University Settlement de 1905. El Bristol University Settlement fue creado por Marian Pease and Hilda Cashmore in 1911.
Existe también una red global, la International Federation of Settlements and Neighborhood Centers (IFS).
Este movimiento dio lugar a numerosas iniciativas de política social e innovadoras formas de trabajar para mejorar las condiciones de los miembros en riesgo de exclusión de la sociedad. El Poor Man's Lawyer service (servicio jurídico para el hombre pobre) surgió porque un barrister se hizo voluntario y animó a sus amigos a hacer lo mismo. En términos generales, el movimiento settlement movement y, en particular, las casas de asentamiento, «están en los orígenes de la práctica del trabajo social de este país» (el Reino Unido).
A medida que la educación superior admitió a las mujeres, jóvenes graduadas llegaron al movimiento settlement. El Women's University Settlement (posteriormente Blackfriars Settlement) se creó en 1887 «por mujeres de Girton y de Newnham Colleges en la Universidad de Cambridge, Lady Margaret y Somerville Colleges en la Universidad de Oxford y Bedford y la Universidad de Royal Holloway».

### Australia
La actividad inicial del movimiento en Australia tuvo lugar en la Universidad de Sídney por parte de su Women's Society. Esta asociación fue promovida por Helen Plummer Phillips mientras era la primera tutora de mujeres estudiantes de la Universidad de Sídney en 1891-1892. Antes de asumir dicho puesto, Phillips visitó las universidades de Cambridge y Oxford en Inglaterra para ver como apoyaban allí a las mujeres estudiantes. También había visitado a su hermano menor, William Inchbold Phillips, Sacerdote en Charge, St John's College Mission (La Iglesia de Margarita) Walworth donde también se instruyó sobre el trabajo de la congregación. Esta involucraba a estudiantes de la universidad en obras benéficas, y en la educación de personas sin recursos en el área de tradición del movimiento settlement. Se trajo el modelo de vuelta a Australia y fundó la Women's Society que se centró en visitar pacientes en los hospitales y creando escuelas, en particular escuelas nocturnas para niñas en Millers Point, North Sydney. Después, Phillips abandonó la universidad por la congregación y la educación en Ceilán (ahora Sri Lanka) y la fundadora del Women's College, Louisa Macdonald desarrolló el trabajo del movimiento settlement a través de la Women's Association. Con los años, el Settlement consiguió apoyo de otros socios, y prestó servicios a familias aborígenes y migrantes, y se conoce como The Settlement Neighbourhood Centre de Darlington, Sydney New South Wales.

### Estados Unidos
El modelo del movimiento settlement fue introducido en Estados Unidos por Jane Addams después de viajar por Europa y aprender sobre el sistema en Inglaterra. Addams se convirtió en la principal figura del movimiento settlement en los Estados Unidos con ayuda de otras personalidades con ideas similares como Mary Rozer Smith, Mary Keyser, Alice Hamilton, Julia Lathrop, Florence Kelley, y Ella May Dunning Smith, entre otras.
El movimiento settlement se hizo popular debido a la situación socioeconómica de los Estados Unidos entre 1890 y 1910, cuando más de 12 millones de europeos immigraron al país. Venían de Irlanda, Rusia, Italia y otros países europeos que proporcionaban mano de obra barata, una oferta que necesitaba el país para su expansión hacia el oeste y la rápida industrialización después de la Guerra de Secesión. Muchos inmigrantes vivían en viviendas hacinadas y poco higiénicas, trabajaban largas horas, y vivían en la pobreza. Los niños a menudo trabajaban para apoyar a la familia. Jacob Riis escribió How the Other Half Lives (¿Cómo vive la otra mitad?) en 1890 sobre la vida de los inmigrantes en el Lower East Side de Nueva York para sensibilizar sobre las condiciones de vida de los inmigrantes.
La casa de asentamiento más famosa de los Estados Unidos es la Hull House de Chicago, fundada por Addams y Ellen Gates Starr en 1889 después de que Adams visitara Toynbee Hall durante los dos años anteriores. Hull House, frente a las causas de beneficencia que le precedieron, no era una organización religiosa. En lugar de la ética cristiana, Addams decidió basar su asentamiento en los ideales democráticos. Se centró en proporcionar educación y servicios recreativos para mujeres y niños europeos.

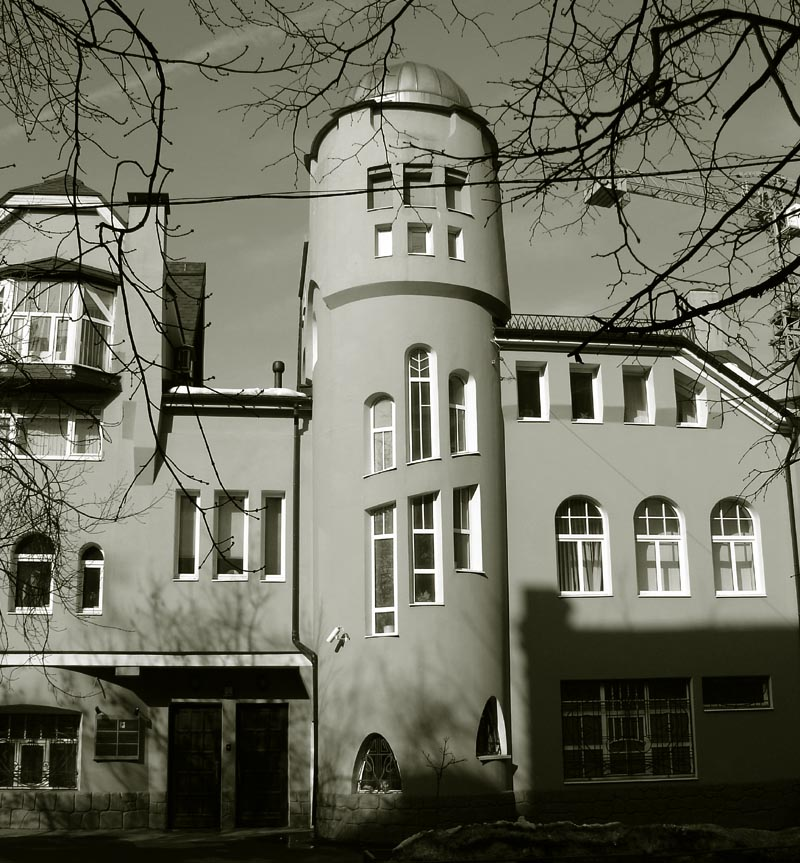
Sitio del Club Comunal para Niños Trabajadores, una piedra angular de la red de asentamientos rusos.

Katharine Coman, Vida Scudder, y Katharine Lee Bates son parte del grupo de mujeres que fundó la Denison House en Boston en 1892. La Union Settlement Association, fundada en 1894, la Lenox Hill Neighborhood House, fundada en 1894, la Friendly Inn Settlement House, fundada en 1894, la Henry Street Settlement, fundada en 1893, la Hiram House, fundada en 1896, Houchen House en El Paso Texas, fundada en 1912 y la University Settlement House, fundada en 1886 siendo la más antigua de Estados Unidos, fueron, al igual que la Hull House, importantes instituciones trabajando en pro de la reforma social en las comunidades urbanas de Estados Unidos, repletas y dominadas por los inmigrantes. Las United Neighborhood Houses de Nueva York son una federación de 38 casas de asentamiento en Nueva York. Estas y otras casas de asentamiento inspiraron el establecimiento de escuelas de asentamiento para dar servicio a comunidades rurales en Appalachia, tales como Hindman Settlement School en 1902 y la Pine Mountain Settlement School en 1913.[cita requerida]
Contando los asentamientos de Estados Unidos encontramos: 74 en 1897; 103 en 1900; 204 en 1905; y 413 para 1911 en 32 estados. En la década de 1920, el número de casas de asentamiento en el país llegó a su punto álgido con unas 500. Este concepto continuó con las casas de hospitalidad de Dorothy Day's Catholic Worker en la década de 1930. Para 1993, el número estimado de casas había caído a 300 en unas 80 ciudades.
El movimiento settlement estadounidense surgió de la filosofía, entonces de moda, denominada «filantropía científica», un modelo de reforma social que preconizaba la transmisión de valores, comportamientos y moral «adecuados» (es decir WASP) a las clases trabajadoras a través de programas de beneficencia pero también rigurosamente didácticos como cura para el ciclo de la pobreza. Muchos trabajadores de asentamientos se unieron al movimiento con la firme convicción de que los programas de bienestar social de impacto eran lo único que podía evitar el pernicioso desarrollo en Estados Unidos de un sistema de clases sociales arraigado al estilo europeo.

### Rusia
El movimiento llegó también a la Rusia imperial, a través de Stanislav Shatsky y Alexander Zelenko que establecieron una red de instituciones educativas y sociales en el norte de Moscú en 1905, a la que llamaron Settlement (Сетлемент, traslación al ruso de la palabra inglesa). Esta red de instituciones fue clausurada por el gobierno en 1908, por sospechas de «actividad socialista».